# أوريوبينسك

أوريوبينسك (بالروسية: Урюпинск) هي إحدى مدن روسيا في الكيان الفدرالي الروسي فولغوغراد أوبلاست.

## أعلام
- فلاديمر ميخائيلوفيتش فيليببوف